# Lori multicolor
Lori multicolor (Psitteuteles versicolor) este un gen de papagal din familia Psittacidae, care este endemic pentru regiunile de coastă nordice ale Australiei. Este singura specie din genul Psitteuteles.

## Taxonomie
Prima reprezentare a speciei a fost realizată de artistul englez Edward Lear; subiectul ilustrației sale a fost pierdut de atunci și a fost recunoscut ca holotip. Imaginea a fost publicată ca a treizeci și șasea planșă litografică în septembrie 1831, fără locație sau descriere, în lucrarea sa Illustrations of the Family of Psittacidae, or Parrots (1830-32), care descrie exemplare vii din expoziții zoologice engleze și colecții private. Denumirea furnizată în legendă a fost Trichoglossus versicolor.
Lori multicolor este în prezent singura specie plasată în genul Psitteuteles care a fost introdus de ornitologul francez Charles Lucien Bonaparte în 1854. Specia este monotipică: nu sunt recunoscute subspecii.

## Comportament
Trăiește în pădurile tropicale de eucalipți, în zonele umede și în pășunile din nordul Queensland-ului, din Teritoriul de Nord și din Australia de Vest.
Se împerechează în perioada aprilie-august și depune 2-4 ouă albe într-o scobitură de copac nefinisată, adesea pe ramuri orizontale. Folosește, de asemenea, aceste ramuri orizontale pentru a se adăposti.

## Galerie

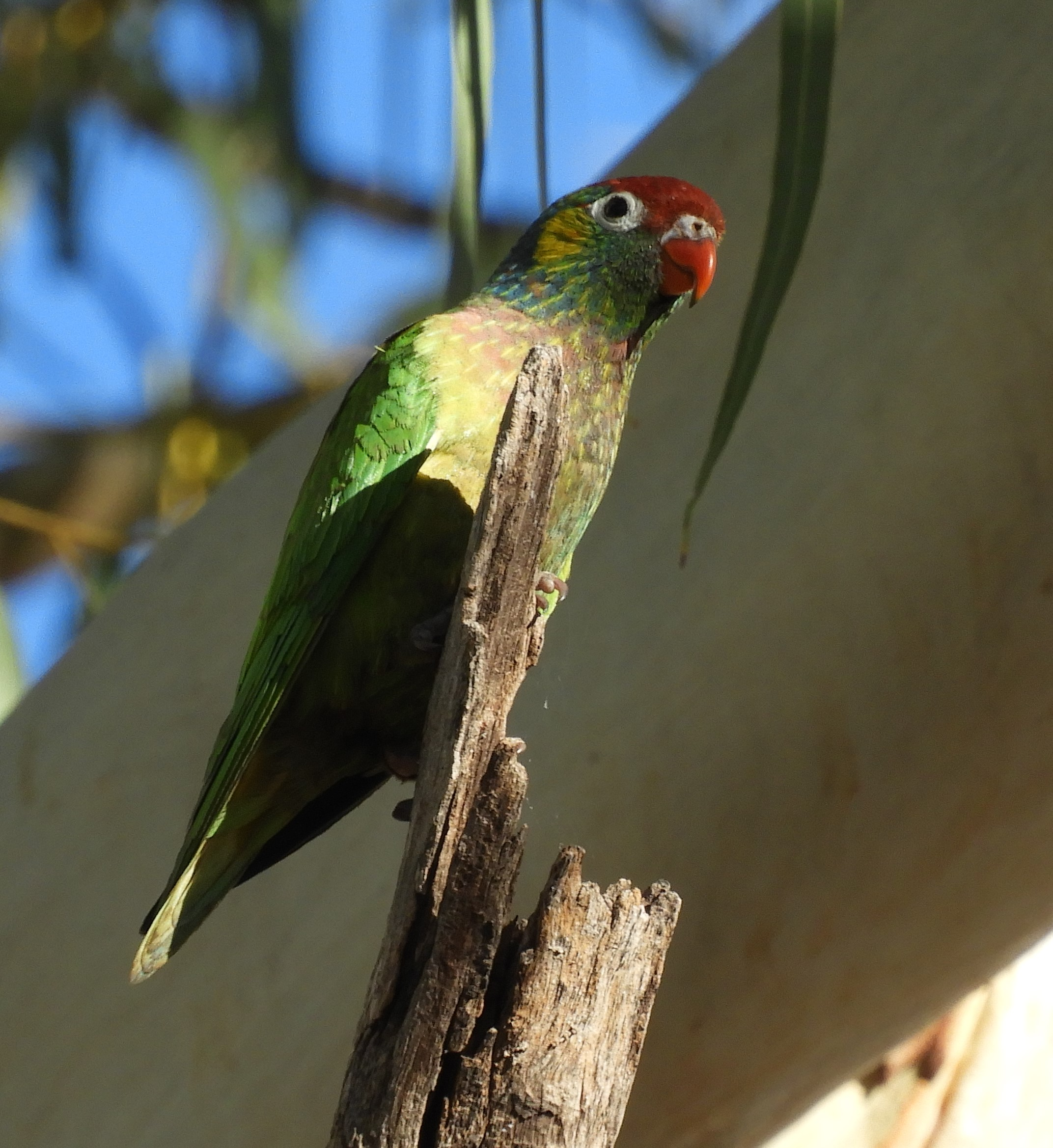
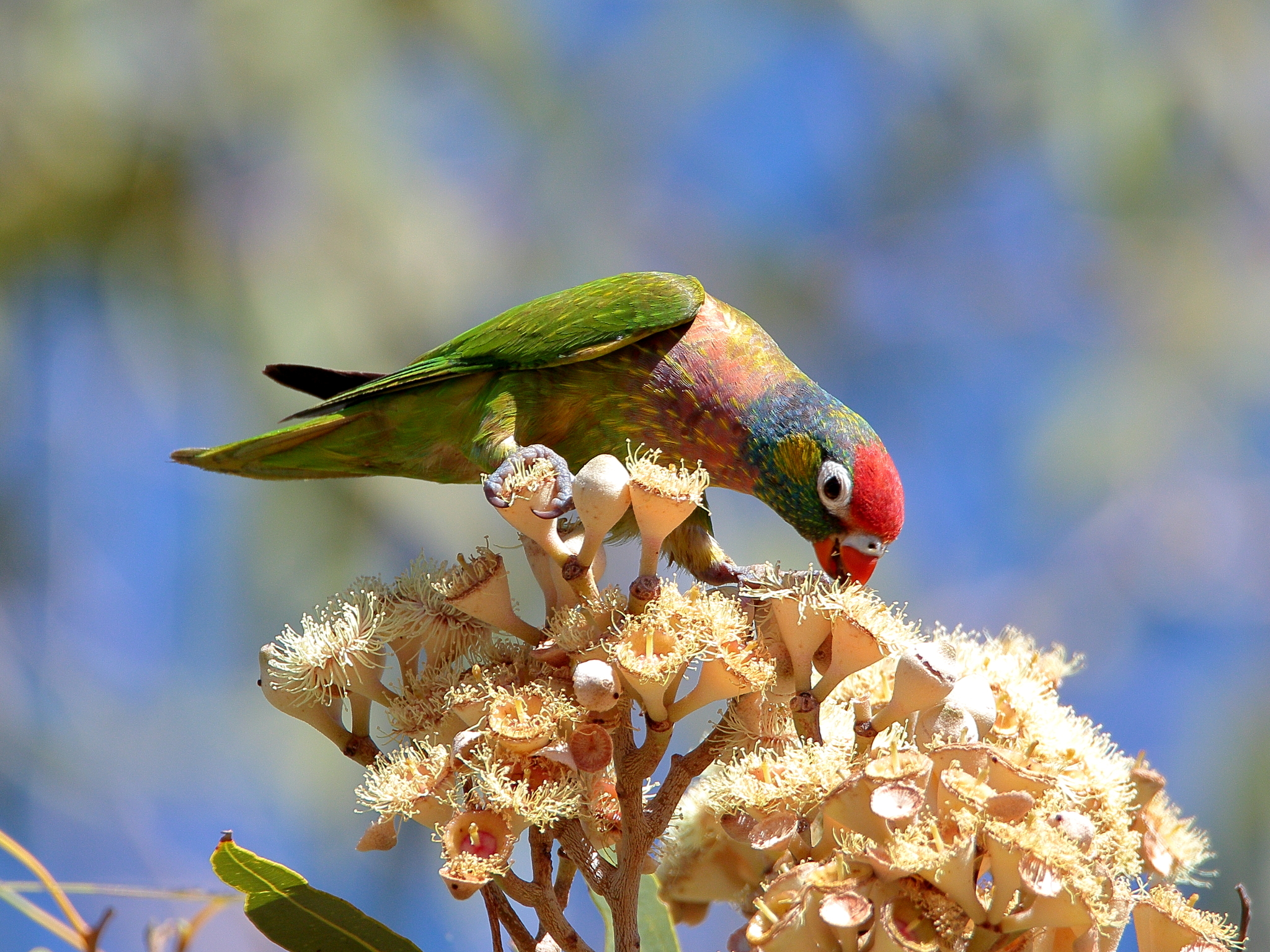
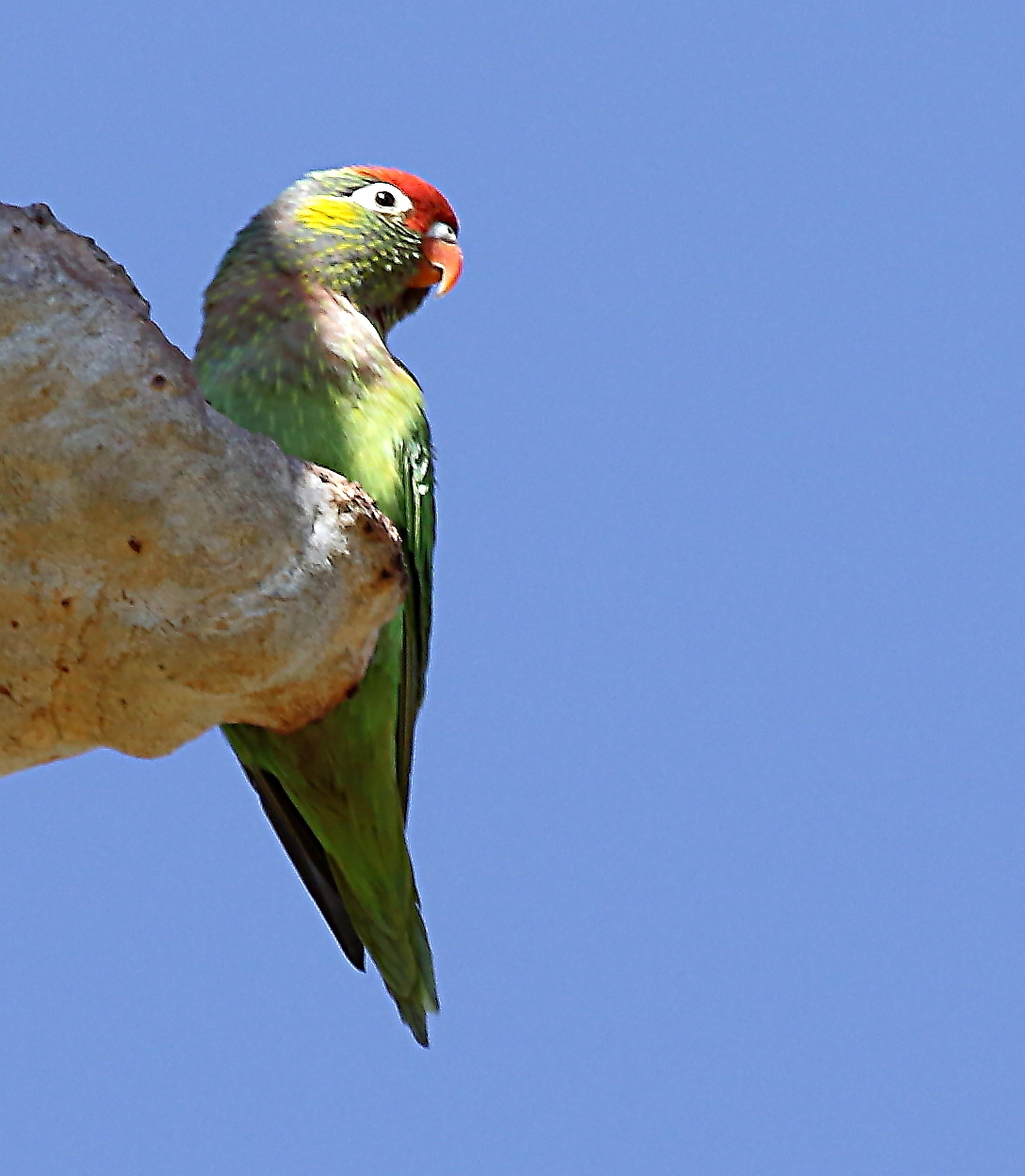
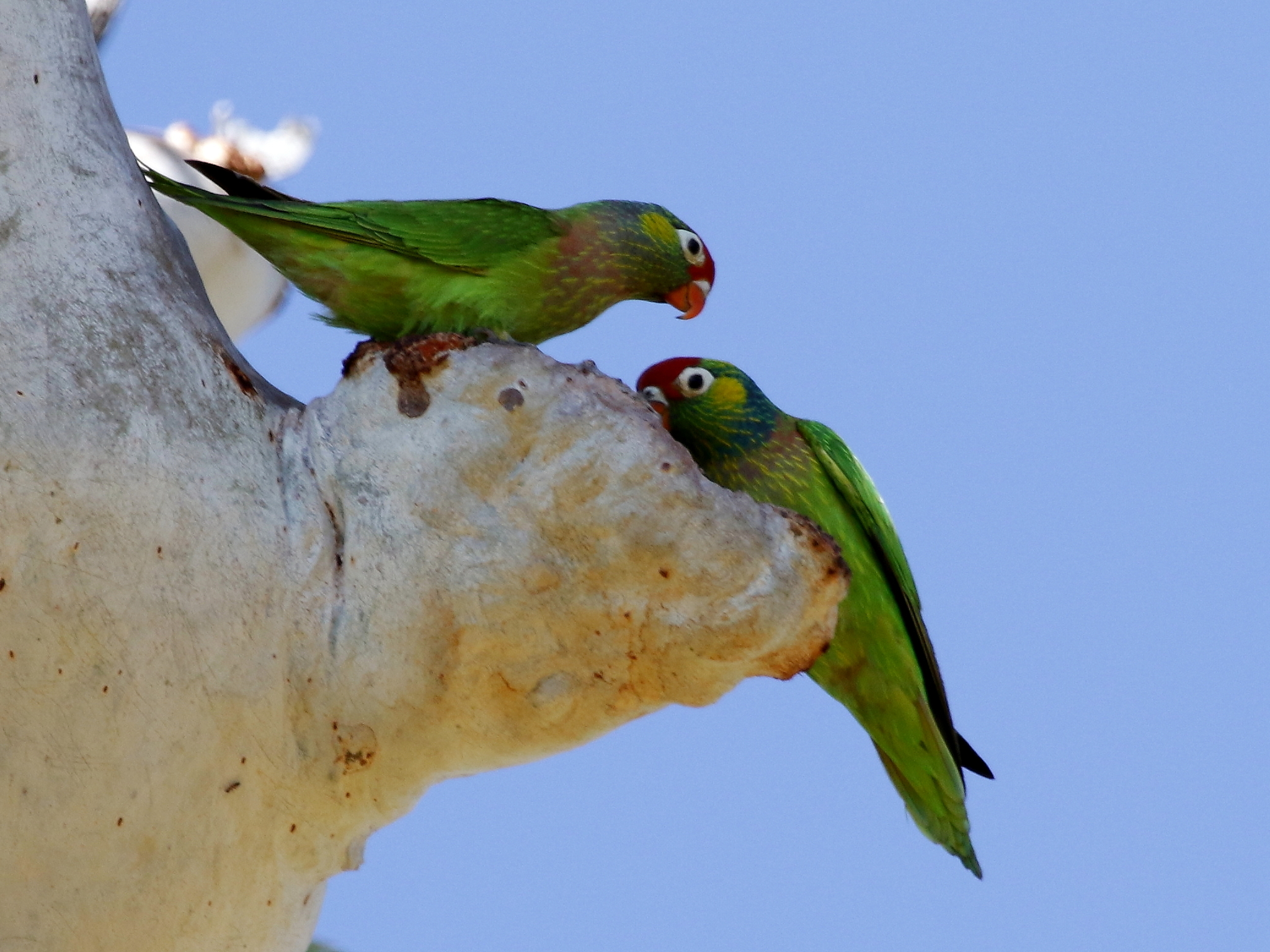